# زشت و زیبا (فیلم ۱۳۴۴)
زشت و زیبا فیلمی به کارگردانی، نویسندگی و تهیه‌کنندگی رحیم روشنیان ساختهٔ سال ۱۳۴۴ است.

## خلاصه داستان
مرد که چهرهٔ زشتی دارد، شیفتهٔ دختر جوانی می‌شود. دختر او را از خود می‌راند. مرد دلتنگ و عقده مند می‌کوشد که خود را از قید چهرهٔ زشتش برهاند و پیگیرانه ضمن آن که در رشتهٔ جراحی پلاستیک متخصص می‌شود، چهرهٔ خود را نیز به تیغ جراحی می‌سپارد. در این دوران دختر مورد علاقه اش که در جریان حادثه ای، چهره اش به شدت زخمی شده است، به او مراجعه می‌کند. مرد در دو راهی وظیفه و تنفر از دختر، سرانجام زیبایی را به او برمی‌گرداند.